# Рассел, Фрэнк, 2-й граф Рассел
Джон Фрэнсис Стэнли Рассел, 2-й граф Рассел, известный как Фрэнк Рассел (англ. John Francis Stanley Russell, 2nd Earl Russell; 12 августа 1865 — 3 марта 1931) — британский дворянин, адвокат и политик. Фрэнк Рассел стал известен своими семейными неурядицами и был осужден за двоеженство перед Палатой лордов в 1901 году. Последний пэр, осужденный за преступление на суде лордов до того, как эта привилегия пэра была отменена в 1948 году.

## Ранняя жизнь
Родился 12 августа 1865 года в Олдерли-парке в Чешире. Старший сын Джона Рассела, виконта Амберли (1842-1876), старшего сына Джона Рассела, 1-го графа Рассела (1792—1878). Граф Рассел дважды занимал пост премьер-министра Великобритании (1846—1852, 1865—1866), и в начале своей карьеры был архитектором Закона о реформе 1832 года.
В 1864 году виконт Амберли женился на Кэтрин Луизе Стэнли (1842—1874), младшей дочери Эдварда Стэнли, 2-го барона Стэнли из Олдерли (1802—1869), объединив две известные семьи вигов. Олдерли-Парк был резиденцией семьи Стэнли.
Нетрадиционный для своего времени, виконт Амберли верил в контроль над рождаемостью, феминизм, политические реформы, которые тогда считались радикальными (включая голосование за женщин и рабочий класс), и свободную любовь, и жил в соответствии со своими идеалами. Например, чувствуя несправедливость того, что Дуглас Сполдинг, наставник их сына Фрэнка, должен сохранять целомудрие, виконтесса пригласила Сполдинга разделить её постель с одобрения её мужа. После Фрэнка у виконта Амберли было двое детей: Рэйчел (род. 1868) и Бертран (род. 1872). Семья жила в Родборо-хаусе (недалеко от Страуда), который принадлежал отцу виконта, а затем в Рэйвенскрофт-холле, недалеко от Треллеха, где Фрэнку разрешалось делать все, что ему заблагорассудится, в том числе бродить по сельской местности. Его родители утратили религиозную веру, и Фрэнка не призывали посещать церковь. К восьми годам он ради удовольствия прочитал полное собрание сочинений сэра Вальтера Скотта и всю жизнь полюбил науку и технику, посещая лекции Королевского общества для детей.
В декабре 1873 года семья отправилась в Италию. Во время возвращения в мае следующего года Фрэнк заболел дифтерией. За ним ухаживала мать, и он выздоровел, но в июне и она, и Рэйчел заболели этой болезнью. Виконтесса умерла 28 июня, а её дочь — пять дней спустя, нанеся виконту удар, от которого он так и не оправился. Он умер 9 января 1876 года от пневмонии. Завещание виконта назначило Ти Джея Сандерсона, друга по университетским временам, и Сполдинга опекунами Фрэнка и Бертрана. Граф и его жена Фрэнсис Рассел, графиня Рассел (часто называемая леди Джон Рассел), возможно, приняли Сандерсона, хотя он (как и Сполдинг) был атеистом, но Сполдинг принадлежал к низшему социальному классу и был неприемлем, особенно однажды у них появилась возможность прочитать сохранившиеся бумаги Амберли и узнать характер его отношений с виконтессой. Граф Рассел и леди Джон подали иск в Канцелярский суд, и Сандерсон и Сполдинг решили не оспаривать иск. Фрэнк и Бертран были переданы под опеку своих бабушки и дедушки по отцовской линии, а двое взрослых детей Расселов, Ролло и Агата, также были опекунами.
Это привело Фрэнка из того, что он позже назвал «свободным воздухом Рейвенскрофта», где он мог бродить по своему желанию, в дом его бабушки и дедушки в Пембрук-хаусе, где за ним внимательно следили и ограничивали территорию. Ему показалось, что атмосфера удушающая: нельзя было упомянуть ни одну тему, считавшуюся вульгарной, и от него требовали ходить в церковь и получать религиозное образование. Графу к тому времени было уже за 80, он был на два десятилетия старше своей жены, и большую часть своего бодрствования он проводил за чтением: в доме доминировала леди Джон, которая придерживалась строгих моральных принципов в воспитании мальчиков. Фрэнку не разрешалось много времени проводить наедине с Бертраном, так как считалось, что он плохо влиял на своего младшего брата, а Фрэнк Рассел писал о Бертране: «Пока он не поехал в Кембридж, он был невыносимым маленьким педантом». Аннабель Хут Джексон, подруга обоих мальчиков, считала Пембрук-хаус «неподходящим местом… для воспитания детей». Полвека спустя Джордж Бернард Шоу написал Фрэнку о своем недоверии к тому, что мальчик не убил своего дядю Ролло и не сжег это место.

## Образование
Фрэнка отправили в Чим в качестве пансионера в 1876 году. В школе он был счастливее, чем в Пембрук-Лодж. В своих мемуарах он вспоминал свое негодование по поводу того, что к нему обратился любезный титул его отца, виконт Эмберли, который теперь принадлежал ему как наследнику графства. Он все ещё работал в Чиме, когда в 1878 году умер его дедушка, в результате чего Фрэнк стал 2-м графом Расселом.
Затем Фрэнк учился в Винчестерском колледже с 1879 по 1883 год. Винчестер стал его духовным домом, и он выразил свое почтение к школе в своей автобиографии. Джордж Сантаяна, который был давним другом Фрэнка Рассела, описал Винчестер как «единственное место, которое он любил, и единственное место, которое его любили». Фрэнк ненадолго стал набожным, находясь в Винчестере, дойдя до того, что был конфирмован епископом Винчестера в ноябре 1880 года. Осиротевший граф был взят под опеку своего воспитателя, преподобного Джорджа Ричардсона, и его жены Сары. Делая свое заявление, Сантаяна думал о Саре Ричардсон; позже она защищала Фрэнка Рассела, когда его семейные проблемы заполняли ежедневные газеты, и он был опустошен её смертью в 1909 году. В Винчестере Фрэнк провел четыре своих самых счастливых года и приобрел многих друзей, которые у него будут во взрослой жизни. Примерно с того времени, когда Фрэнк начал учиться в Винчестере, Фрэнк и Бертран начали проводить время со своей бабушкой по материнской линии, Генриеттой Стэнли, баронессой Стэнли из Олдерли, которая им очень понравилась, поскольку она была гораздо менее чопорной, чем леди Джон. Фрэнк приехал, чтобы найти лондонскую резиденцию леди Стэнли на Довер-стрит, 40, убежищем от Пембрук-хауса.
Именно в Винчестере он подружился с будущим поэтом и критиком Лайонелом Джонсоном, которого он назвал «самым большим влиянием в моей жизни в Винчестере» . Они были друзьями во время последнего семестра Рассела в Винчестере, и Джонсон посетил Пембрук-хаус, но дружба не расцвела по-настоящему, пока Рассел не поступил в Баллиол-колледж в Оксфорде в 1883 году. Пара написала длинные и искренние письма друг друга, в котором они исследовали духовные вопросы и вопросы греха и морали. В 1919 году Рассел анонимно опубликовал переписку Джонсона под названием « Некоторые винчестерские письма Лайонела Джонсона».
В Баллиоле Рассел читал классику. Исследователь классической греческой литературы Бенджамин Джоуитт был тогда магистром Баллиола, а также вице-канцлером Оксфорда. Рассел нашёл университет стимулирующим, приветствуя «беспрепятственные и неограниченные дискуссии обо всем на небесах и на земле». Он написал Джонсону в Винчестер, а после того, как отец Джонсона запретил переписку, перенаправил свои письма через однокурсника Чарльза Сэйла. Рассел вступил в университетские клубы и другие группы и добился удовлетворительных успехов в учёбе на протяжении большей части своих первых двух лет, но его карьера в Оксфорде резко оборвалась, когда в мае 1885 года, как Рассел описал это в своих мемуарах, его послал туда Джоуэтта за то, что он якобы написал «скандальное» письмо другому студенту мужского пола. Рассел отверг обвинения, но ему было отказано в официальном расследовании. Возмущенный ложным обвинением, он вышел из себя из-за Джоуитта, сказав ему, что он не джентльмен, и покинул колледж. Даже через год Джоуэтт отказал Расселу в повторном приеме в Баллиол и отказался от необходимой рекомендации, позволяющей Расселу поступить в Кембриджский колледж.
Достоверность рассказа Рассела о его отправке остается под вопросом; Сантаяна посчитал это выдумкой, основанной на том, что Рассел сказал ему в частном порядке, но в основе всего этого лежал характер отношений Рассела с Джонсоном. В апреле 1885 года Джонсон, которому недавно исполнилось 18 лет, но выглядел моложе, остался на ночь в комнатах Рассела после того, как опоздал на последний поезд в Лондон, и, по словам Сантаяны, власти видели их вместе и объявили Джонсона слишком молодым, чтобы принадлежать Расселу". естественный друг". Тем не менее, Сантаяна писала, что отношения между Расселом и Джонсоном не были «ни в малейшей степени эротичными или даже игривыми». В июле 1885 года, через два месяца после того, как Рассел был отправлен вниз, отец Джонсона спросил Джоуитта, является ли Рассел подходящим компаньоном для Лайонела, и ему ответили, что нет, и что дальнейшее знакомство между ними должно быть запрещено. Рассел и Джоветт в некоторой степени помирились, и магистр присутствовал на первой свадьбе графа в 1890 году. Рассел, однако, пропустил похороны Джоветта в 1893 году, сославшись на ревматизм, и всю оставшуюся жизнь огорчался окончанием своей оксфордской карьеры. Сантаяна заявил, что любые «неестественные желания» со стороны Рассела длились недолго, учитывая, что он оказался «совершенно нормальным ярко выраженным полигамным мужчиной».

## Ранняя взрослая жизнь
Это был высокий молодой человек двадцати лет, все еще гибкий, хотя и костлявый, с густыми рыжеватыми волосами, ясными маленькими стальными голубыми глазами и румяным цветом лица. Он двигался обдуманно, грациозно, незаметно, как сытый тигр и с большим запасом свободного времени для выбора добычи. В его праздности была точность; и каким бы мягким он ни казался, он предполагал скрытую способность прыгать, скрытую удивительную быстроту и силу, которые могли сокрушить одним ударом. Однако речь его была проста и учтива, совершенно решительна и до странности откровенна.
После отчисления из Оксфорда Рассел взял в аренду на год небольшой дом в деревне Хэмптон, на что его опекуны (ему ещё не исполнился 21 год, возраст совершеннолетия на тот момент) неохотно согласились при условии, что ему будет предоставлен наставник. по своему выбору живут с ним. Хотя однообразие жизни в пригороде Лондона меняли такие гости, как Оскар Уайльд, Рассел был возмущен тем, как с ним обращались в Оксфорде, и в октябре 1885 года отправился на корабле в США. В целом он был впечатлен Америкой, но не любил Нью-Йорк. Во время своей поездки он впервые встретил Сантаяну, тогда студента Гарвардского колледжа; он был первым англичанином, которого Сантаяна когда-либо встречал. Рассел также встретился с Уолтом Уитменом во время его путешествия по Америке и обратно и посетил президента Гровера Кливленда в Белом доме.
Рассел достиг совершеннолетия в августе 1886 года и получил свое наследство, что позволило ему жить в более широком масштабе. Он не сидел сложа руки, работая в подрядной электротехнической компании, в области, в которой он экспериментировал с детства. Это было первое из многих коммерческих предприятий, в которых он участвовал. Как и коммерческая карьера Рассела в целом, она имела переменный успех: торговля прекратилась через три года. Дорогой образ жизни и гонорары от многочисленных судебных исков, в которых он участвовал, привели к тому, что к 1921 году он объявил себя банкротом, а когда десять лет спустя Фрэнк умер, Бертран сказал, что унаследовал титул от своего брата, но не более того.

## Первый брак
Хотя лорд Рассел не был богат по меркам британской знати, того, что у него было, включая титул, было достаточно, чтобы сделать его объектом внимания родителей, ищущих подходящие пары для своих дочерей. Среди них была Мария Селина (Лина) Элизабет, леди Скотт, которая искала подходящую пару для своей дочери, Мейбл Эдит Скотт (? - 1908), и обратилась к Расселу в 1889 году. Сантаяна вспоминала, что Рассел поначалу больше интересовался Селиной Скотт, разведенная, чем её дочь и предположила, что тот факт, что мать Рассела умерла, когда он был ребёнком, позволил леди Скотт сокрушить Рассела и убедить его, что способ увековечить их дружбу — это жениться на её дочери.
Фрэнк и Мейбл Рассел поженились 6 февраля 1890 года. Три месяца спустя они расстались, Мэйбл обвинила их в физической и моральной жестокости. Позже Сантаяна писала: «Рассел как муж, Рассел в домашней сфере был просто невозможен: чрезмерно добродетельный и невероятно тиранический. Он не давал ей ни достаточно денег, ни достаточно свободы. говоря правду, о долгах. Он возражал против ее друзей, ее одежды и одалживал драгоценности. Более того, в их интимных отношениях он был требователен и раздражителен. Она вскоре возненавидела и боялась его».
В конце 1890 года Мэйбл безуспешно подала в суд с требованием разлучиться с ним в судебном порядке, обвинив его в «аморальном поведении» с другим университетским другом, Гербертом Робертсом, главным преподавателем математики в Батском колледже{{sfn|Bartrip|2012|p=110}}. Обвинения в судебном процессе заполнили газеты и присяжные вынесли решение в пользу Фрэнка Рассела . В то время единственным действительным основанием для развода была прелюбодеяние, хотя женщина, заявляющая об этом, должна была также доказать какое-либо другое правонарушение, например дезертирство. С одобрения своих семей Фрэнк и Мейбл Рассел продолжали жить отдельно, и это были молчаливо согласованные отношения, а это означало, что Мэйбл вряд ли сможет проявить дезертирство. Хотя после этого были предприняты судорожные попытки примирения, стороны остались врозь. В 1892 году Рассел открыл свою собственную фирму инженеров-электриков Russell & Co. Его стали чаще видеть в Палате лордов, в сентябре 1893 года он стал одним из сорока коллег, поддержавших неудачный законопроект о гомруле в Ирландии. Несмотря на затишье в брачном процессе Рассела, детективы активно поддерживали обе стороны, надеясь найти доказательства супружеской измены, которые позволили бы их работодателю получить преимущество в суде. К 1894 году Фрэнк Рассел, как он рассказал своему брату Бертрану, уже три года был в романе с Мэри Моррис, клерком на его электрическом заводе.
Не сумев убедить присяжных, Мейбл впоследствии попыталась добиться развода косвенными средствами, подав в 1894 году иск о восстановлении супружеских прав.,что давало другому супругу право на немедленное судебное решение о раздельном проживании, а в случае супружеской измены мужа позволяло жене получить развод. Такое действие также позволило подавшей петицию жене претендовать на пособие. В целом в то время в Англии развод был возможен только в том случае, если супруг, подавший заявление, не оскорбил брак, а другой супруг — обиделся. Граф подал встречный иск на том основании, что её обвинения с 1891 года составили юридическую жестокость. В 1895 году присяжные вынесли решение в пользу Фрэнка Рассела по обоим делам, но Мейбл подала апелляцию, и приговор был отменен в Апелляционном суде. Дело дошло до Палаты лордов, и лорды-законодатели подтвердили решение апелляционного суда . Это лишило их обоих удовлетворения, связав определение юридической жестокости с физическим насилием и сделав дело «Рассел против Рассела» юридически значимым на следующие семьдесят лет, до тех пор, пока реформа закона о разводе не устранила жестокость как законное основание для развода. Ещё один судебный процесс состоялся в 1897 году после того, как леди Скотт опубликовала обвинения против Рассела; она была признана виновной в уголовной клевете и приговорена к восьми месяцам тюремного заключения, но после вынесения приговора толпа, окружавшая Олд-Бейли, освистала Рассела и назвала его «Злым графом».
Закон о местном самоуправлении 1894 года создал окружные и приходские советы. В декабре того же года Рассел успешно баллотировался в приходской совет Кукхэма и был назначен председателем и по должности опекуном бедных. Он работал над изменением устаревшей практики в работном доме и следил за тем, чтобы дороги и полоса отвода сохранялись. В феврале 1895 года он был избран в Совет лондонского графства (LCC) от Ньюингтон-Уэста как прогрессист. Он присоединился к левым, присоединившись в 1894 году к Реформаторскому клубу, оплоту либерализма . Он безуспешно баллотировался от Хаммерсмита на следующих парламентских выборах в марте 1898 года, но стал олдерменом, продолжив его работу в LCC, где он оставался до 1904 года.

## Развод в Неваде
Рассел увлекся Мэрион (известной как Молли) Сомервилл, которая в то время была замужем за Джорджем Сомервиллем, с которым Рассел подружился во время кампании в Хаммерсмите. Молли Сомервилл, дважды замужняя дочь мастера-сапожника из Ирландии, имела троих детей и была секретарем Женской либеральной ассоциации Хаммерсмита. Она выступала за Рассела; они сблизились, и их видели вместе на нескольких мероприятиях. Когда в начале 1899 года она заболела, Рассел позволил ей использовать одну из своих резиденций, и они вместе уехали, путешествуя через Францию в Америку. Рассел планировал использовать более мягкие американские законы о разводе, чтобы положить конец своему браку с Мейбл Рассел.
Рассел и Молли Сомервилл отправились в Чикаго, но узнали, что местные законы недавно были ужесточены и требуют годового проживания с другими ограничительными положениями. Также рассматривались территории Северной Дакоты и Аризоны, и в последнем случае они посещались, но также требовали проживания там в течение года. Невада, где требуется всего шесть месяцев, была более практичной. Они поселились в Гленбруке, на озере Тахо, на зиму 1899—1900 годов. 14 апреля 1900 года Рассел и Сомервилл получили развод. Церемония их бракосочетания в Рино перед судьей Бенджамином Франклином Керлером состоялась 15 апреля. Они провели медовый месяц по пути на восточное побережье Америки, в том числе в отеле Brown Palace в Денвере, где Рассел сказал репортеру, что обвинение в двоеженстве никогда не будет предъявлено. Пара вернулась в Великобританию в следующем месяце.
Рассел знал, что такой развод недействителен в соответствии с английским законодательством, которое отказывалось признавать иностранные разводы, полученные британскими подданными; его намерением было позволить Мейбл Рассел получить развод на основании двоеженства после супружеской измены, что также позволило бы ему снова жениться: он внес 5000 фунтов стерлингов, которые перешли бы ей после развода, чтобы гарантировать её сотрудничество.
Начиная с того момента, как Рассел отправил по телеграфу новость о своей женитьбе в Неваде, которая появилась в газете «The Times», пресса по обе стороны Атлантики проявила значительный интерес к тому, что произошло. И Мэйбл Рассел, и Джордж Сомервилль подали на развод, и каждый получил его без оспорения, при условии обычного периода ожидания, прежде чем указы станут абсолютными. Рассел по возвращении занял свое место в LCC, как ни в чём не бывало. Первоначально никакой другой официальной реакции не последовало, общество приняло их как супружескую пару, а Молли фигурировала в переписи 1901 года как «Молли Рассел».

## Суд перед лордами
Рассел был арестован по обвинению в двоеженстве, когда он вышел из поезда на станции Ватерлоо 17 июня 1901 года. Почему было возбуждено дело за это редко преследуемое преступление, неясно. Рассел считал, что он был привлечён к ответственности, тогда как, по его словам, другой дворянин, который действовал аналогичным образом, но был фаворитом при дворе, не был привлечен к ответственности, поскольку он был «неверующим и радикалом». Семья Расселов всегда считала, что граф был привлечен к ответственности по приказу нового короля Эдуарда VII, у которого было неоднозначное прошлое и несколько любовниц на троне, чтобы повысить свою моральную репутацию.
Рассел был освобожден под залог, и после слушания в магистратском суде Боу-стрит 22 июня большое жюри предъявило ему обвинение в двоеженстве и предстало перед судом. До тех пор, пока эта привилегия не была отменена в 1948 году, пэры и пэрессы, обвиненные в государственной измене или уголовном преступлении, предстали перед Палатой лордов, и вопрос решался большинством голосов. Рассел не мог бы отказаться от суда, если бы захотел, и приговор Палаты лордов не мог быть обжалован. Такие судебные процессы были редки: суд над Расселом был первым после суда над лордом Кардиганом, который был оправдан по обвинению в дуэли в 1841 году, предыдущий суд состоялся в 1776 году, и только один суд, в результате которого был оправдан лорд де Клиффорда за непредумышленное убийство в 1935 году, последовавшее до отмены смертной казни.
Суд над Расселом в Палате лордов состоялся в Королевской галерее палаты парламента 18 июля 1901 года, на нем присутствовало около двухсот коллег, включая лорда Солсбери, премьер-министра. Духовными лордами, которые были среди судей Рассела, были Уильям Маклаган, архиепископ Йоркский и Рэндалл Дэвидсон, епископ Винчестерский (позже архиепископ Кентерберийский). Лорд Холсбери, лорд-канцлер, председательствовал по поручению короля в качестве лорда-верховного стюарда. Также присутствовали Молли Рассел, судья Керлер и английский священнослужитель, который совершил первый брак Рассела. Собравшиеся пэры и судьи в своих мантиях были признаны «самыми живописными» газетой The New York Times, которая описала «великолепное сияние цвета» от мантий собравшихся пэров и судей . Все апелляционные лорды присутствовали, чтобы консультировать коллег по любым возникающим юридическим вопросам, а также одиннадцать других судей. Это потребовало приостановки работы судов, над которыми они председательствовали бы в тот день, и некоторые газеты поставили под сомнение стоимость спектакля, которая включала расходы на приезд Керлера из Невады и размещение его на два месяца.
Когда 18 июля начался суд над Расселом, его призвали признать себя виновным или невиновным, но вмешался его адвокат и заявил, что, поскольку свадьба состоялась в Америке, Рассел не нарушил закон о двоеженстве. Лорд Хэлсбери отверг эту точку зрения, даже не потребовав от обвинения ответа. Затем Рассел признал себя виновным и сделал заявление, защищающее свое поведение и заявившее, что никто не пострадал от этого, и лорды удалились, чтобы вынести свой приговор. Палата лордов имела право лишить Рассела занимать эту должность в будущем, если он не будет помилован, но этого не произошло. По рекомендации лорда Холсбери Рассел был приговорен к трем месяцам заключения в тюрьме Холлоуэй. В своих мемуарах он писал, что привилегия пэров стоила ему дорого, поскольку он, вероятно, был бы приговорен к символическому дню в тюрьме в Олд-Бейли, если бы он был простолюдином. Вместо этого была затрачена большая сумма денег и значительные усилия, чтобы обеспечить суд над ним перед лордами, «и было необходимо, чтобы приговор имел какое-то отношение к шуму, поднятому вокруг него». В ожидании его прибытия для него была подготовлена комната для привилегированных заключенных, ранее занятая журналистом Уильямом Стедом и некоторыми из рейдеров Джеймсона, где он мог иметь собственную еду и вино.
Рассел провел часть своего времени в тюрьме, засыпая министра внутренних дел Чарльза Ритчи петициями о его досрочном освобождении (которого он не добился), а также о лучших условиях и дополнительных привилегиях (которые, по большей части, он и получил). Он дважды прочитал произведения Шекспира и написал свою первую книгу «Слова-проповеди», рассматривая религиозные и этические вопросы со своей точки зрения как агностика. Его друг Сантаяна не был впечатлен книгой, назвав её «единственным прискорбным последствием» заключения Рассела. Он был освобожден 17 октября 1901 года, за одиннадцать дней до того, как его развод с Мейбл Рассел стал абсолютным (развод Джорджа Сомервилля с Молли стал абсолютным 24 июня). Фрэнк Рассел женился на Молли в соответствии с английским законодательством 31 октября 1901 года.
Фрэнк Рассел настаивал на том, что он не сделал ничего плохого. В 1911 году он обратился к премьер-министру Генри Асквиту с просьбой о бесплатном помиловании, а когда его спросили, почему он этого заслужил, сказал Асквиту: «Ну, официальная причина в том, что я был хорошим гражданином в течение десяти лет с тех пор, как преступление, и что мое поведение лишено каких-либо упреков; но если вы спросите меня о настоящей причине, я скажу, что осуждение было лицемерной чепухой» . Безвозмездное помилование было должным образом оформлено министром внутренних дел Уинстоном Черчилем.

## Второй брак
Выйдя из тюрьмы, Рассел попытался использовать свое место в Палате лордов для реформирования закона о разводе. В 1902 году он представил закон, разрешающий развод на основании жестокости, безумия, трехлетнего раздельного проживания или одного года, если обе стороны согласились. Их светлости во главе с лордом Холсбери немедленно проголосовали против законопроекта, а не (как это было обычно с законопроектами, которые не должны были быть приняты) отложить его рассмотрение. Рассел повторил попытку в 1903 году с тем же результатом. К попыткам 1905 и 1908 годов лорды отнеслись более мягко и отложили их рассмотрение, а не отвергли их полностью. Рассел написал о своих предложениях в своей второй книге «Развод» (1912), и королевская комиссия в том же году рекомендовала реформы, которые на самом деле шли медленно: только после Первой мировой войны развод стал возможен тем, кто небогат, разрешив рассмотрение петиций в местных присяжных, а не в Лондоне, а развод без вины не был принят до 1969 года.
И потому, что он заинтересовался правом, и потому, что он нуждался в заработке, в 1899 году Рассел был принят в Грейс-Инн в качестве студента коллегии адвокатов. Его учёба была прервана из-за пребывания в Неваде и Холлоуэе, но против него не было предпринято никаких действий в связи с его осуждением за уголовное преступление. Его призвали в коллегию адвокатов в 1905 году, и он практиковал около пяти лет.
Рассел был одним из первых автомобилистов и активным членом RAC (тогда Автомобильного клуба Великобритании и Северной Ирландии). Он был ярым защитником прав автомобилистов. Он известен тем, что имел регистрацию A 1. Часто сообщается, что это первый номерной знак, выпущенный в Великобритании, но, скорее всего, это не так — однако это была первая регистрация, выданная Советом лондонского графства (LCC) в 1903 году. Рассел все ещё был членом LCC и предоставил регистрацию себе. Номерной знак сделал его мишенью для полиции, и после пяти штрафов за превышение скорости и угроз приостановить действие его лицензии со стороны мировых судей он продал машину и номерной знак в 1906 году. Он продолжал защищать права автомобилистов в качестве адвоката, принимая большое количество отчетов для автомобильные правонарушения.
Брак с Молли в первые годы своего существования в целом был успешным; по словам биографа Рассела Рут Дерхэм, она «искренне любила его, понимала, что он должен быть хозяином в собственном доме… ее внешние интересы обеспечивали им обоим определенную степень независимости». Высокое место среди них занимало избирательное право женщин: оба супруга выступали на публичных собраниях в пользу голосов за женщин, а Молли призвала Асквита предоставить нечто большее, чем просто «расплывчатое обещание» голосов. Рассел не одобрял воинствующих суфражисток, таких как Эммелин и Кристабель Панкхерст, но признал, что их тактика была эффективной.

## Третий брак; Годы Первой мировой войны
В 1909 году Фрэнк Рассел встретил женщину, которая стала его третьей женой, писательницу Элизабет фон Арним (урождённая Мэри Аннет Бошан), вдову графа Хеннинга Августа фон Арним-Шлагентина, от которого у неё было пятеро детей. Овдовевшая фон Арним имела роман с Гербертом Уэллсом и прекратила отношения с Уэллсом, узнав, что у него есть ещё одна возлюбленная. В то же время Фрэнк и Молли Рассел поссорились и отдалились друг от друга, а он и Элизабет фон Арним вращались в одних и тех же литературных кругах. Они влюбились друг в друга во время визита, который он нанес ей без Молли в Новый 1914 год. Молли Рассел подала прошение о восстановлении супружеских прав, но, убедившись, что Фрэнк не вернется, приняла пожизненное пособие, которое Бертран продолжал выплата после смерти Фрэнка в 1931 году, что позволило ей жить спокойной жизнью. Взамен она подала в суд на развод на основании дезертирства и супружеской измены, и иск не был оспорен.
Фрэнк и Элизабет Рассел поженились 11 февраля 1916 года. Брак быстро и резко распался, и она сбежала в Америку всего через шесть месяцев брака, причем главным фактором был характер Фрэнка. Как и в каждом из браков Фрэнка Рассела, в нём не родилось детей. Было высказано предположение, что граф был пристрастием к кокаину, хотя Дерхэм счел это маловероятным и утверждал, что зависимостью, которая помогла разрушить брак, была любовь Фрэнка к азартным играм в бридж. За две недели до своей смерти в 1931 году Фрэнк Рассел написал Сантаяне, что он пережил два великих потрясения в своей жизни, когда Джоуэтт отправил его из Оксфорда, и «когда Элизабет ушла от меня, я совершенно умер и больше никогда не оживал». Попытка примирения провалилась в 1919 году. Они так и не развелись. Фон Арним, как известно, изобразила Рассела в карикатурном виде в своем романе «Вера» 1921 года, изображение, которое его сильно разозлило, и когда Элизабет услышала о смерти своего мужа в 1931 году, она сказала, что «никогда не была так счастлива в своей жизни».
Рассел продолжал занимать либеральные позиции в Палате лордов, решительно поддерживая Закон о парламенте 1911 года, который ограничивал его полномочия, и в декабре 1912 года присоединился к Фабианскому обществу, став первым пэром, сделавшим это. Тем не менее, он не присоединился к молодой Лейбористской партии и в январе 1913 года осудил «опасный иммунитет» профсоюзов. Рассел поддержал участие Великобритании в Первой мировой войне, как только она началась, но симпатизировал антивоенным взглядам своего брата Бертрана. Оба выступали против призыва на военную службу, и Фрэнк был одним из двух пэров, выступавших против призыва в палату лордов, когда Асквит ввел призыв на военную службу в 1916 году.
Антивоенная деятельность Бертрана была значительной, несмотря на то, что Франк призывал его к осторожности; его успешно привлекли к ответственности в соответствии с Законом о защите королевства, ему запретили въезд в некоторые районы страны, уволили с должности лектора Тринити-колледжа в Кембридже и отказали в паспорте для поездки в Америку для работы в Гарварде. Однако к концу 1917 года Бертран разочаровался в своем деле, и Фрэнк встретился с генералом Джорджем Кокериллом из военного министерства, в результате чего 17 января 1918 года в правительстве было достигнуто соглашение об отмене запретительного приказа. Однако в тот же день Бертран опубликовал в «Трибунале» статью «Немецкое мирное предложение», в результате чего правительство расторгло соглашение, а в феврале он был привлечен к ответственности и приговорен к шести месяцам тюремного заключения, приговор, который он начал в мае после апелляция не удалась. Однако ему было разрешено отбывать наказание в Брикстонской тюрьме с большими привилегиями, чем предоставил бы ему мировой судья. В интервью BBC в 1959 году Бертран объяснил это влиянием Фрэнка на министра внутренних дел сэра Джорджа Кейва, хотя биограф Бертрана, Рэй Монк, считал, что Бертран путает попытки получить ему эти привилегии с более поздними попытками Фрэнка добиться ремиссии, что принесло свои плоды, когда Бертрана освободили на шесть недель раньше срока. Пока Бертран находился в тюрьме, Франк навещал его, и, поскольку Бертран ограничился одним исходящим письмом в неделю, он получал длинные письма от своего брата, содержащие сообщения для передачи другим людям.

## Лейбористский политик и смерть (1921—1931)
Публикация Элизабет «Веры» привела к угрозам со стороны адвоката Рассела, но только усилила интерес к книге . Бертран и Сантаяна сочли изображение жестоким, но Сантаяна признал, что оно было точным в деталях. Граф носил с собой её копию и пытался опровергнуть отдельные отрывки из неё тем, кто хотел их слушать. Более существенным ответом Рассела было написание мемуаров « Моя жизнь и приключения», опубликованных в 1923 году, в которых Элизабет ни разу не упоминается. Книга была хорошо принята; большинство рецензентов сочли это занимательным.
С начала 1920-х годов Фрэнка Рассела чаще видели в Палате лордов. Он полностью поддержал Лейбористскую партию, когда она впервые пришла к власти при Рамзи Макдональде в 1924 году. Ему не дали поста в этом недолговечном правительстве, возможно, из-за его прошлых семейных проблем. К тому времени, когда Лейбористская партия снова оказалась в правительстве, в 1929 году, Рассел доказал свою ценность перед Лейбористской партией как в дебатах (в то время было очень мало коллег из Лейбористской партии), так и через работу в комитетах и королевских комиссиях. Рассел надеялся стать лордом-президентом Совета или лидером Палаты лордов, но эти посты достались лорду Пармуру. Рассел был назначен парламентским секретарем министра транспорта Герберта Моррисона, и на эту должность ему позволил его значительный опыт работы с автомобилями.
Главным достижением Рассела на транспортной должности было проведение Закона о дорожном движении 1930 года через Палату лордов. Это отменило ограничение скорости в 20 миль в час (32 км/ч), которое действовало для легковых автомобилей с 1893 года, но также потребовало обязательного страхования и установило минимальный возраст для вождения, а также приняло законы против опасного вождения. Работая в Королевской комиссии по борьбе с безумием, Рассел представил то, что стало Законом о психиатрическом лечении 1930 года, разрешающим добровольную госпитализацию в психиатрические учреждения и разрешающим местным органам власти создавать амбулаторные клиники психического здоровья.
Рассел был назначен заместителем государственного секретаря Индии при Уильяме Веджвуде Бенне. Он начал свое пребывание в должности с заявления о том, что независимость Индии «в данный момент невозможна», что, хотя и было быстро опровергнуто, Неру пришёл к выводу, что это истинная позиция британского правительства. Он много работал, чтобы преодолеть оплошность, и был делегатом Первой конференции за круглым столом (1930—1931). Как одному из немногих представителей Лейбористской партии в Палате лордов, его часто призывали руководить законодательством, не имеющим ничего общего с его портфелем. В феврале 1931 года он отправился в отпуск на Ривьеру, где заболел гриппом. Все ещё оправляясь от этого, он умер в своем отеле в Марселе 3 марта 1931 года, за день до отъезда домой. Там он был кремирован, а его прах развеян в саду его бывшего дома Телеграф-хаус.
Премьер-министр Рамсей Макдональд заявил: «Он был одним из самых очаровательных людей, которых я когда-либо встречал, и за его обаянием манер скрывался действительно очень большой интеллект. Он был самым ценным коллегой как в подготовке к конференции за круглым столом, так и в работе. и помочь нам изучить и решить связанные с этим проблемы, а затем обеспечить успех конференции». Бенн сожалел о смерти Рассела «не только потому, что она лишает индийский офис выдающегося политического деятеля, но и из-за личной потери блестящего, доброго друга».

## Публикации
- Светские проповеди (1902)
- Развод (1912)
- Некоторые винчестерские письма Лайонела Джонсона (1919)
- Моя жизнь и приключения (1923)